# Пузанова Ольга Геннадіївна
Пузанова Ольга Геннадіївна (нар. 15 березня 1973, Вітебськ) — українська лікар-терапевт, ревматолог, доктор медичних наук (2016), від 2018 — професор кафедри внутрішніх та професійних хвороб Київського медичного університету. Автор першої в Україні дисертації з доказовоі медицини, одна з розробників навчальної дисципліни «Методологія доказової медицини» в системі безперервної медичної освіти в Україні. Онука білоруського професора Лизікова Миколи Федосовича.

## Освіта
1990 року з золотою медаллю закінчила середню школу № 153 ім. О. С. Пушкіна м. Києва та поступила на лікувальний факультет Вітебського ордена Дружби народів медичного інституту, де навчалася до 1993 року.  
З відзнакою закінчила Національний медичний університет ім. О. О. Богомольця в 1996 (спеціальність «лікувальна справа»), там само в 1998 - магістратуру зі спеціальності «внутрішня медицина»; 1998 року вступила за конкурсом до очноі аспірантури зі спеціальності «внутрішні хвороби», яку достроково закінчила в 2001. 
Володіє англійською і німецькою мовами. 
Кандидатська дисертація на тему «Ураження шлунка та дванадцятипалої кишки, асоційовані з застосуванням нестероїдних протизапальних лікарських засобів, у хворих на остеоартроз: особливості діагностики, профілактики, лікування» (науковий керівник -  професор Свінціцький А. С.). 
Автор першої в Україні[джерело не вказане 66 днів] докторської дисертації з доказовоі медицини (тема: «Обґрунтування та інформаційне забезпечення концепціі доказової профілактики в охороні здоров'я »; спеціальність - «соціальна медицина»; наукові консультанти - професор Грузєва Т. С., професор Булах І. Є.).
Вчене звання — доцент (по кафедрі медичної інформатики та комп'ютерних технологій навчання, 2011).
Напрями наукових досліджень: вивчає ревматичні й судинні захворювання літнього віку; розвиває концепціі запальних аортопатій і хронічного запалення як основи передчасного старіння; досліджує проблеми впровадження доказового підходу в охорону здоров’я та медичну освіту .

## Основні праці
Книги
- Ревматичні хвороби та синдроми: довідник / Свінціцький А. С., Яременко О. Б., Пузанова О. Г., Хомченкова Н. І. / Київ: Книга-плюс, 2006. — 680 с. - ISBN 966-7619-70-2
- Москаленко В. Ф., Булах І. Є., Пузанова О. Г. Методологія доказової медицини: підручник. — Київ: ВДВ «Медицина», 2014. — 200 с. — ISBN 978-617-505-277-8
- Пузанова О. Г., Батушкін В. В. Пропедевтика ревматичних захворювань: навчальний посібник. — Київ: ІМА-прес, 2019. — 68 с.
- Puzanova O. H., Batushkin V. V. Rheumatic diseases: basics of diagnosis. Textbook. — Kyiv: IMA-pres, 2020. — 100 p.
- Пузанова О. Г., Лызиков А. А. Воспалительные аортопатии и ревматические болезни пожилых: В 2 т. — Киев: Издатель Заславский А. Ю., 2023. — 720 с. (том 1), 528 с. (том 2); илл. ISBN 978-617-632-117-0; ISBN 978-617-632-118-7 (том 1); ISBN 978-617-632-119-4 (том 2)

Статті
- Поворознюк В. В., Пузанова О. Г. Інформаційне забезпечення доказового ведення пацієнтів з ураженнями кістково-м’язової системи в первинній ланці охорони здоров’я // Біль. Суглоби. Хребет. — 2019. — Том 9, № 4. – С. 222-236.
- Пузанова О. Г. Доказова медицина в Китаї: особливості та перспективи  // Науковий вісник Національного медичного університету імені О. О. Богомольця. - 2011. - Том 35, # 4. - С. 56-63.
- Пузанова О. Г. Питание как фактор риска и вмешательство при ревматических заболеваниях [ Nutrition as both risk factor and intervention in rheumatic diseases ] // Біль. Суглоби. Хребет. - 2019. - Том 9, # 3. - С. 9-29.
- Пузанова О. Г. Доказова медична профілактика: міжнародний досвід  // Сімейна медицина. - 2016. - Том 68, # 6. - С. 34-37.
- Пузанова О. Г. Проблеми ведення пацієнтів з захворюваннями кістково-м’язової системи на засадах доказового підходу // Літопис травматології та ортопедії ім. Є. Т. Скляренка. - 2018. - # 1-2. - С. 157-160.
- Пузанова О. Г. Ревматическая полимиалгия в клинических рекомендациях 2018-2020 г.г. Часть І. Группы риска, адъювантная терапия [Polymyalgia rheumatica in the 2018-2020 clinical guidelines. Part I. At-risk groups, adjuvant therapy ] // Біль. Суглоби. Хребет. - 2020. - Том 10, # 4. - С. 19-31.
- Пузанова О. Г., Лызиков А. А. Ревматическая полимиалгия в клинических рекомендациях 2018-2020 гг.   Часть ІІ: диагностика васкулита [Polymyalgia rheumatica in the 2018-2020 clinical guidelines. Part II: diagnosis of vasculitis ] // Біль. Суглоби. Хребет. - 2021. - Том 11, # 1. - С. 6-21.
- Пузанова О. Г. Доказова медицина. В: Енциклопедія Сучасної України [Електронне вилання] / редкол. І. М. Дзюба, А. І. Жуковський, М. Г. Железняк та ін. Київ: Інститут енциклопедичних досліджень НАН України, 2025.  https://esu.com.ua/article-890149.